# Iridogorgia
Iridogorgia Verrill, 1883 è un genere di octocoralli della famiglia Chrysogorgiidae.

## Tassonomia
Il genere comprende le seguenti specie:
- Iridogorgia bella Nutting, 1908
- Iridogorgia fontinalis Watling, 2007
- Iridogorgia magnispiralis Watling, 2007
- Iridogorgia pourtalesii Verrill, 1883
- Iridogorgia splendens Watling, 2007